# Mesachorutes
Genre
Mesachorutes est un genre de collemboles de la famille des Hypogastruridae.

## Liste des espèces
Selon Checklist of the Collembola of the World (version du 10 novembre 2019) :
- Mesachorutes quadriocellatus Absolon, 1900
- Mesachorutes thomomys (Chamberlain, 1943)

## Publication originale
- Absolon, 1900 : Vorläufige Mitteilung über einige neue Collembolen aus den Höhlen des mährischen Karstes. Zoologischer Anzeiger, vol. 23, p. 265-269 (texte intégral).